# Aricoris epulus
Aricoris epulus is een vlindersoort uit de familie van de prachtvlinders (Riodinidae), onderfamilie Riodininae.
Aricoris epulus werd in 1775 beschreven door Cramer.